# Équipe cycliste Gauss
Gauss est une équipe cycliste féminine basée en Italie ayant existé de 2008 à 2011. Elle a son siège à Sorgà, entre Vérone et Mantoue en Vénétie. L'équipe était dirigée par Luisiana Pegoraro et Lacquaniti Fortunato. La coureuse la plus célèbre de l'équipe est l'Italienne Giorgia Bronzini qui a remporté son premier titre de championne du monde sur route en 2010, alors qu'elle était membre de l'équipe.

## Histoire de l'équipe
Lacquaniti Fortunato prend la direction de l'équipe Honda Faren en 2012.
Elle avait son siège à Sorgà, entre Vérone et Mantoue en Vénétie.

## Principales victoires

### Compétitions internationales
Cyclisme sur route
- Championnats du monde : 1
  - Course en ligne : 2010 (Giorgia Bronzini)

Cyclisme sur piste
- Championnats d'Europe : 1
  - Course aux point espoirs : 2011 (Valentina Scandolara)

### Championnats nationaux
Cyclisme sur route
- Championnats de Biélorussie : 2
  - Course en ligne : 2007 (Tatsiana Sharakova)
  - Contre-la-montre : 2007 (Tatsiana Sharakova)
- Championnat d'Estonie : 2
  - Course en ligne : 2008 (Grete Treier)
  - Contre-la-montre : 2008 (Grete Treier)
- Championnats de France : 1
  - Course en ligne : 2011 (Christel Ferrier-Bruneau)
- Championnats d'Italie : 1
  - Contre-la-montre : 2008 (Tatiana Guderzo)
- Championnats de Russie : 1
  - Contre-la-montre : 2009 (Tatiana Antoshina)

Cyclo-cross
- Championnats d'Italie : 2
  - Élites : 2009 (Eva Lechner)
  - Espoirs : 2009 (Veronica Alessio)

## Classements UCI
Ce tableau présente les places de l'équipe au classement de l'Union cycliste internationale en fin de saison, ainsi que ses meilleures coureuses au classement individuel.
| Année | Classement par équipes | Meilleure coureuse au classement individuel |
| 2005  | 17e                    | Fabiana Luperini (49e)                      |
| 2006  | 11e                    | Giorgia Bronzini (22e)                      |
| 2007  | 13e                    | Martina Corazza (30e)                       |
| 2008  | 8e                     | Tatiana Guderzo (16e)                       |
| 2009  | 14e                    | Julia Martisova (39e)                       |
| 2010  | 5e                     | Giorgia Bronzini (8e)                       |
| 2011  | 8e                     | Tatiana Antoshina (11e)                     |

Ce tableau présente les places de l'équipe au classement de la Coupe du monde de cyclisme sur route féminine depuis son apparition en 2009, ainsi que la meilleure cycliste au classement individuel de chaque saison.
| Année | Classement par équipes | Meilleure coureuse au classement individuel |
| 2005  | -                      | Fabiana Luperini (83e)                      |
| 2006  | 13e                    | Giorgia Bronzini (9e)                       |
| 2007  | -                      | Martina Corazza (62e)                       |
| 2008  | 15e                    | Julia Martisova (22e)                       |
| 2009  | 17e                    | Julia Martisova (27e)                       |
| 2010  | 9e                     | Martine Bras (15e)                          |
| 2011  | 11e                    | Tatiana Antoshina (10e)                     |

## Partenaires
De 2005 à 2007, la marque de cycles FRW finance l'équipe. De 2008 à 2011, la société Gauss magneti est le partenaire principal de l'équipe. RDZ la société spécialisée dans le chauffage parraine la formation de 2008 à 2010. Ormu, une entreprise de matériel de bureaux, finance la formation sur la même période. La marque de cycliste Colnago prête son nom à l'équipe en 2009.

## Encadrement
En 2005, l'équipe est encadrée par Deborah Lombini et Marcello Bartoli. En 2006, le gérant de la formation est Fausto Tardozzi. Il est assisté par Paolo Briccolani. De 2006 à 2007, Patrizia Barchi est la représentante de l'équipe auprès de l'UCI. À partir de 2007 et jusqu'à sa dissolution, Luisiana Pegoraro, en provenance de l'équipe Forno d'Asolo, est gérante de la formation. De 2008 à 2011, le représentant de l'équipe à l'UCI est Luigi Castelli. En 2011, Fortunato Lacquaniti est également gérant.

## Dopage
En juillet 2007, Elena Kuchinskaya alors membre de l'équipe est contrôlée positive à la  furosemide d'après un prélèvement réalisé durant le Tour de Bochum. Elle est suspendue jusqu'en septembre 2009,. Elle réintègre l'équipe en 2010.

## Gauss en 2011

### Arrivée et départs
| Arrivées                 | Équipe 2010              |
| ------------------------ | ------------------------ |
| Tatiana Antoshina        | Valdarno                 |
| Christel Ferrier-Bruneau | Vienne Futuroscope       |
| Lorena Foresi            | Safi-Pasta Zara          |
| Sylwia Kapusta           | Safi-Pasta Zara          |
| Valentina Scandolara     | Vaiano Solaristech       |
| Luisa Tamanini           | ACS Chirio Forno d'Asolo |
| Aurore Verhoeven         |                          |
| Ambra Zago               |                          |
| Susanna Zorzi            |                          |

| Départs           | Équipe 2011            |
| ----------------- | ---------------------- |
| Veronica Alessio  |                        |
| Giada Borgato     | Colavita Forno d'Asolo |
| Martine Bras      | Boels Dolmans          |
| Giorgia Bronzini  | Colavita Forno d'Asolo |
| Alice Donadoni    |                        |
| Flavia Oliveira   | Vaiano Solaristech     |
| Edita Pučinskaitė | retraite               |

### Effectif
| Cycliste                 | Date de naissance | Nationalité | Équipe 2010        |  |
| ------------------------ | ----------------- | ----------- | ------------------ |  |
| Tatiana Antoshina        | 27 juillet 1982   | Russie      | Valdarno           |  |
| Alessandra Borchi        | 15 août 1983      | Italie      | Gauss RDZ Ormu     |  |
| Christel Ferrier-Bruneau | 8 juillet 1979    | France      | Vienne Futuroscope |  |
| Lorena Foresi            | 11 avril 1988     | Italie      | Safi-Pasta Zara    |  |
| Sylwia Kapusta           | 8 décembre 1982   | Pologne     |                    |  |
| Elena Kuchinskaya        | 11 décembre 1984  | Russie      | Gauss RDZ Ormu     |  |
| Julia Martisova          | 15 juin 1976      | Russie      | Gauss RDZ Ormu     |  |
| Valentina Scandolara     | 1er mai 1990      | Italie      | Vaiano Solaristech |  |
| Eleonora Suelotto        | 16 décembre 1988  | Italie      | Gauss RDZ Ormu     |  |
| Luisa Tamanini           | 31 janvier 1980   | Italie      |                    |  |
| Aurore Verhoeven         | 15 janvier 1990   | France      |                    |  |
| Ambra Zago               | 5 juin 1991       | Italie      |                    |  |
| Susanna Zorzi            | 13 mars 1992      | Italie      |                    |  |

### Victoires

#### Sur route
| Date       | Course                               | Pays     | Classe | Vainqueur                |
| ---------- | ------------------------------------ | -------- | ------ | ------------------------ |
| 1er mai    | Gracia Orlova                        | Tchéquie | 2.2    | Tatiana Antoshina        |
| 25 juin    | Championnat de France sur route      | France   | CN     | Christel Ferrier-Bruneau |
| 24 juillet | 4e étape du Tour Féminin en Limousin | France   | 2.2    | Tatiana Antoshina        |
| 24 août    | Trophée d'Or                         | France   | 2.2    | Tatiana Antoshina        |

#### Sur piste
| Date       | Course                                            | Pays     | Classe | Vainqueur            |
| ---------- | ------------------------------------------------- | -------- | ------ | -------------------- |
| 31 juillet | Championnats d'Europe de course aux point espoirs | Pays-Bas | 0      | Valentina Scandolara |

### Classement UCI
| Rang | Coureur                  | Points |
| ---- | ------------------------ | ------ |
| 11   | Tatiana Antoshina        | 320,5  |
| 26   | Julia Martisova          | 182,50 |
| 44   | Christel Ferrier-Bruneau | 103    |
| 58   | Valentina Scandolara     | 70     |
| 80   | Sylwia Kapusta           | 48,5   |
| 329  | Aurore Verhoeven         | 4      |
| 397  | Susanna Zorzi            | 1,5    |
| 397  | Lorena Foresi            | 1,5    |

### Dissolution de l'équipe
| Arrivées | Équipe 2011 |
| -------- | ----------- |

| Départs                  | Équipe 2012                     |
| ------------------------ | ------------------------------- |
| Tatiana Antoshina        | Stichting Rabo Women            |
| Alessandra Borchi        | MCipollini - Giambenini - Gauss |
| Christel Ferrier-Bruneau | Hitec                           |
| Lorena Foresi            |                                 |
| Sylwia Kapusta           |                                 |
| Elena Kuchinskaya        | Amateur                         |
| Julia Martisova          | BePink                          |
| Eleonora Suelotto        |                                 |
| Valentina Scandolara     | SC Michela Fanini Rox           |
| Luisa Tamanini           | Faren Honda                     |
| Aurore Verhoeven         |                                 |
| Ambra Zago               |                                 |
| Susanna Zorzi            | MCipollini - Giambenini - Gauss |